# Берою
Берою (рум. Băroiu) — село у повіті Вилча в Румунії. Входить до складу комуни Тетою.
Село розташоване на відстані 174 км на захід від Бухареста, 55 км на південний захід від Римніку-Вилчі, 44 км на північ від Крайови.

## Населення
За даними перепису населення 2002 року у селі проживали 453 особи, усі — румуни. Рідною мовою 452 особи (99,8%) назвали румунську.